# Première dame de Bogotá
La première dame de Bogota est le titre détenu par l'épouse du Maire de Bogota conformément à son mandat. Parmi leurs fonctions non obligatoires figurent le soutien et la gestion des politiques sociales de la ville pendant le mandat du maire. Habituellement, lorsque le maire est veuf, célibataire ou que son conjoint ne peut pas assumer le rôle de responsable social, cette fonction est généralement confiée à un cadre ou à un membre de la famille du maire. 
Bien que la position de première dame ne soit pas officielle et que les responsabilités de gestionnaire social ne soient pas obligatoires pour le conjoint d'un maire, les épouses des maires assument généralement les responsabilités de gestionnaire social en vertu de la tradition d'épouse politique. Actuellement, les épouses des maires mènent des campagnes politiques avec leurs maris et ambassadeurs de la politique locale de leurs épouses.
L'actuelle première dame de Bogota est Carolina Deik, épouse de l'actuel maire supérieur de Bogota, Carlos Fernando Galán.

## Liste
| Première dame             | Maire                 | Durée        |
| ------------------------- | --------------------- | ------------ |
| Emma Villegas             | Jorge Gaitán          | 1961-1966    |
| Carolina Isakson de Barco | Virgilio Barco        | 1966-1969    |
| Luz Marina Botero         | Luis Prieto Ocampo    | 1975-1976    |
| Martha Cecilia Arango     | Hernando Durán Dussán | 1978-1982    |
| Nohra Puyana de Pastrana  | Andrés Pastrana       | 1988-1990    |
| Lía de Roux               | Juan Martín Caicedo   | 1990-1992    |
| Adriana Córdoba,          | Antanas Mockus        | 1995-1997    |
| Liliana Sánchez           | Enrique Peñalosa      | 1998-2000    |
| Adriana Córdoba,          | Antanas Mockus        | 2001-2003    |
| Vacant                    | Luis Eduardo Garzón   | 2004-2007    |
| Cristina González,        | Samuel Moreno         | 2008-2011    |
| Verónica Alcocer,         | Gustavo Petro         | 2012-2015    |
| Vacant                    | Enrique Peñalosa      | 2016-2019    |
| Angélica Lozano,          | Claudia López         | 2020-2023    |
| Carolina Deik,            | Carlos Fernando Galán | 2024-présent |